# Best of Both Worlds Concert
Best of Both Worlds Concert ist der Soundtrack zum Konzertfilm Hannah Montana & Miley Cyrus: Best of Both Worlds Concert.

## Veröffentlichung und Promotion
Das Album erschien erstmals am 11. März 2008 bei Walmart, am 15. April wurde es auch außerhalb des Walmart-Konzerns in den Vereinigten Staaten veröffentlicht. Der Soundtrack, der den Film Hannah Montana & Miley Cyrus: Best of Both Worlds Concert begleitet, lief schon im Februar 2008 in den Kinos, was für reichlich Verwirrung und Unzufriedenheit in den USA sorgte. Im Abspann des Konzertfilmes ist das Album dennoch als Soundtrack aufgeführt.

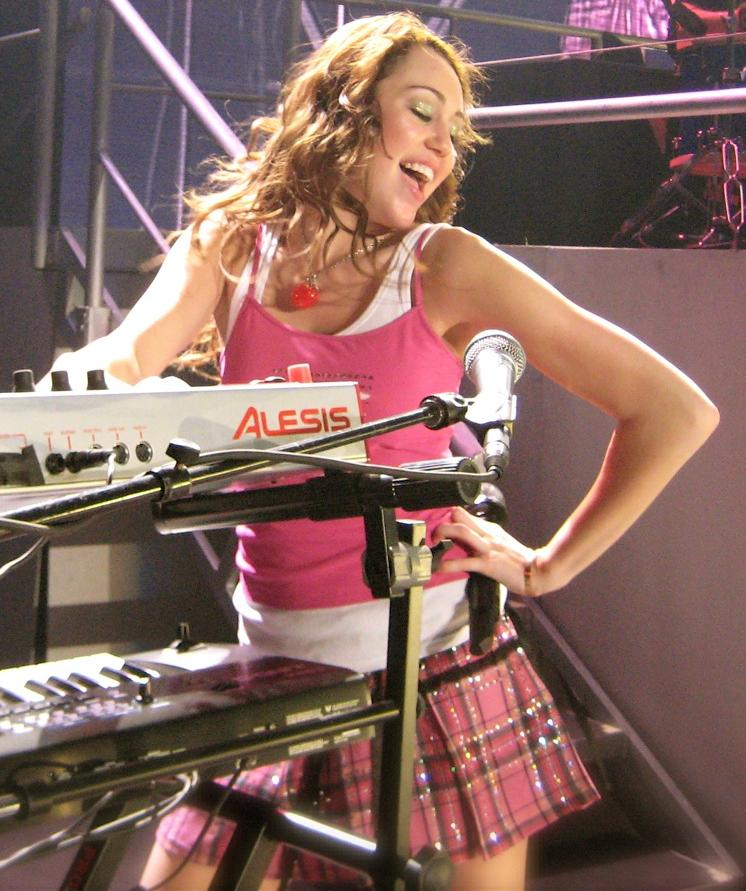
Miley während der Tournee

Das Lied Rock Star, welches auch auf dem Soundtrack zur zweiten Staffel der Serie Hannah Montana zu hören ist, wurde im Januar 2008 veröffentlicht, um vorab den 3D-Kinofilm zu promoten. Das Musikvideo zum Titel zeigt Mitschnitte der Best of Both Worlds Tour.

## Titelliste
Auf dem Album sind ausschließlich Liveaufnahmen zu hören. Aufgenommen wurde die CD an zwei Konzerten der Best of Both Worlds Tour in Salt Lake City am 26. und 27. Oktober 2007. Die DVD ist als Bonus in allen Ländern außer Malaysia, Hongkong und den Philippinen enthalten.

### CD
| #   | Titel                                          | Interpret      | Länge |
| --- | ---------------------------------------------- | -------------- | ----- |
| 1.  | Rock Star                                      | Hannah Montana | 3:35  |
| 2.  | Life’s What You Make It                        | Hannah Montana | 3:14  |
| 3.  | Just Like You                                  | Hannah Montana | 3:20  |
| 4.  | Nobody’s Perfect                               | Hannah Montana | 3:33  |
| 5.  | Pumpin’ Up the Party                           | Hannah Montana | 3:11  |
| 6.  | I Got Nerve                                    | Hannah Montana | 3:10  |
| 7.  | We Got the Party (feat. Jonas Brothers)        | Hannah Montana | 4:18  |
| 8.  | Start All Over                                 | Miley Cyrus    | 4:40  |
| 9.  | Good and Broken                                | Miley Cyrus    | 2:57  |
| 10. | See You Again                                  | Miley Cyrus    | 3:42  |
| 11. | Let’s Dance                                    | Miley Cyrus    | 3:26  |
| 12. | East Northumberland High                       | Miley Cyrus    | 3:52  |
| 13. | Girl’s Night Out                               | Miley Cyrus    | 3:49  |
| 14. | The Best of Both Worlds (feat. Hannah Montana) | Miley Cyrus    | 3:27  |

### Videoalbum
| #  | Titel                              | Anmerkung                             | Länge |
| -- | ---------------------------------- | ------------------------------------- | ----- |
| 1. | Rock Star                          | Live-Video von Salt-Lake-City-Konzert | 3:30  |
| 2. | Start All Over                     | Live-Video von Salt-Lake-City-Konzert | 4:22  |
| 3. | Hangin’ with the Rock Star on Tour | Backstage-Video/Fotos                 | 7:45  |
| 4. | Photo Slideshow of Tour            | Fotos                                 | 3:07  |

## Kommerzieller Erfolg

### Chartplatzierungen
Der Soundtrack stieg nach der Veröffentlichung bis auf Platz 3 der amerikanischen Charts, in der zweiten Woche erreichte er mit über 51.000 verkauften CDs erstmals die Top 10. Zum damaligen Zeitpunkt war Miley Cyrus die erste Person seit Ray Charles 2004, die zwei Alben gleichzeitig in den Top 10 hatte (Hannah Montana 2/Meet Miley Cyrus stand damals auf Rang 6). In Deutschland konnte sich das Musikalbum nicht platzieren, in anderen europäischen Ländern erreichte es jedoch sehr wohl gute Platzierungen.
| ChartsChartplatzierungen       | Höchstplatzierung | Wochen |
| ------------------------------ | ----------------- | ------ |
| Deutschland (GfK)              | 94 (1 Wo.)        | 1      |
| Österreich (Ö3)                | 14 (20 Wo.)       | 20     |
| Schweiz (IFPI)                 | 54 (24 Wo.)       | 24     |
| Vereinigte Staaten (Billboard) | 3 (68 Wo.)        | 68     |
| Vereinigtes Königreich (OCC)   | 29 (6 Wo.)        | 6      |

### Auszeichnungen für Musikverkäufe
| Land/Region       | Auszeichnungen für Musikverkäufe (Land/Region, Auszeichnung, Verkäufe) | Verkäufe |
| ----------------- | ---------------------------------------------------------------------- | -------- |
| Australien (ARIA) | Gold                                                                   | 35.000   |
| Brasilien (PMB)   | Gold                                                                   | 30.000   |
| Insgesamt         | 2× Gold ·                                                              | 65.000   |

Hauptartikel: Miley Cyrus/Auszeichnungen für Musikverkäufe